# 莫賴厄 (紐約州)
莫賴厄（英語：Moriah）是一個位於美國紐約州艾塞克斯縣的鎮。

## 人口
根據2020年美國人口普查的數據，莫賴厄的面積為184.17平方千米，當中陸地面積為167.03平方千米，而水域面積為17.14平方千米。當地共有人口4716人，而人口密度為每平方千米26人。